# Ludbreg
Ludbreg je město v Chorvatsku ve Varaždinské župě. Administrativně k němu náleží okolních 12 vesnic. Celkem zde v roce 2011 žilo 8 478 obyvatel, v samotném Ludbregu 3 603 obyvatel.

## Části
- Apatija
- Bolfan
- Čukovec
- Globočec Ludbreški
- Hrastovsko
- Kućan Ludbreški
- Ludbreg
- Poljanec
- Segovina
- Selnik
- Sigetec Ludbreški
- Slokovec
- Vinogradi Ludbreški